# Российский фонд фундаментальных исследований
Росси́йский фонд фундамента́льных иссле́дований (РФФИ) — самоуправляемая государственная некоммерческая организация в форме федерального учреждения, находящегося в ведении Правительства Российской Федерации.

## История

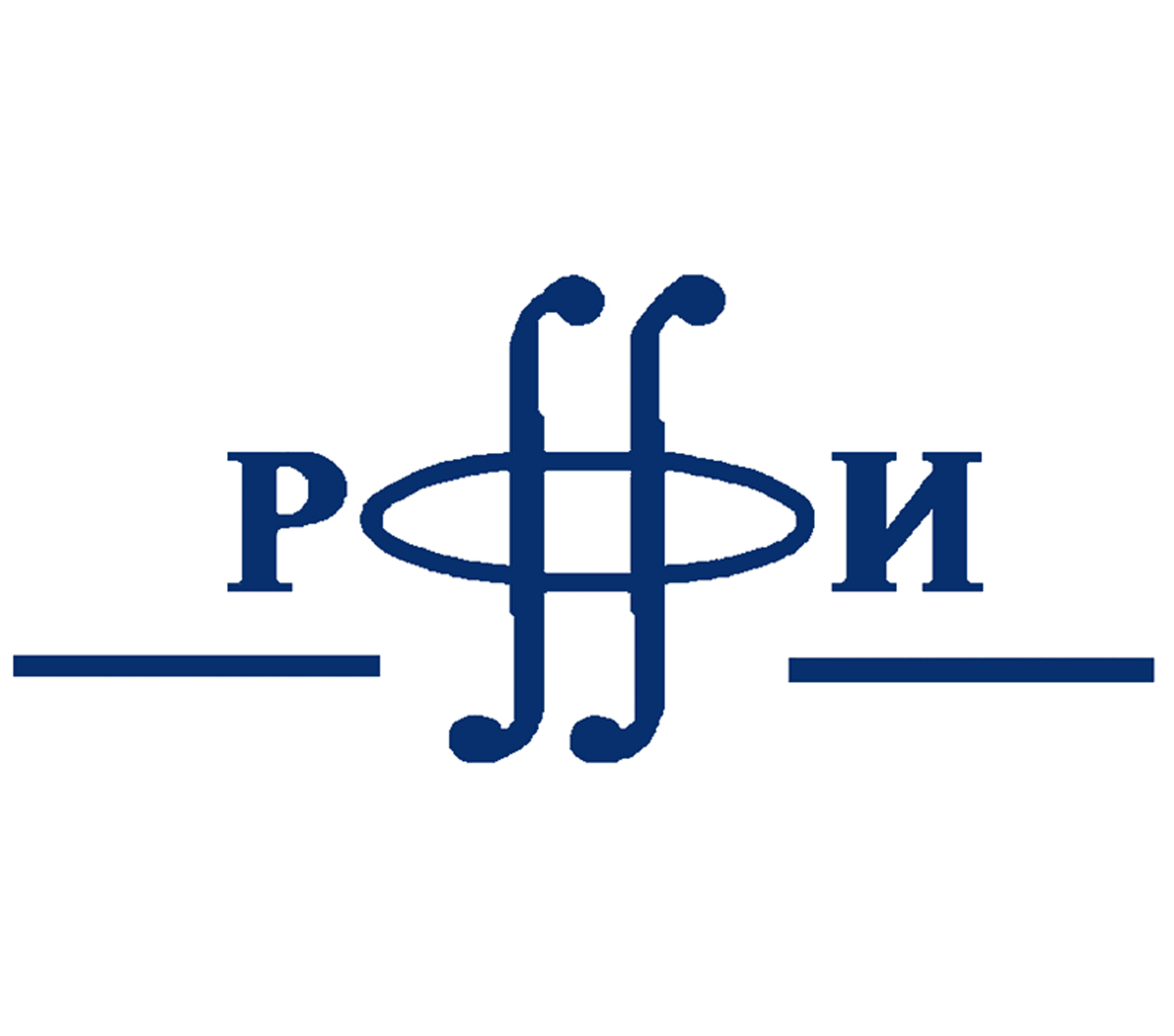
Первая эмблема РФФИ

РФФИ создан Указом Президента Российской Федерации от 27 апреля 1992 года № 426 «О неотложных мерах по сохранению научно-технического потенциала Российской Федерации».
Распоряжением Правительства России от 29 февраля 2016 года к РФФИ обратно присоединён государственный грантовый фонд РГНФ ставший Отделением гуманитарных и общественных наук.
К 2015 году было поддержано около 100 тыс. проектов. Ежегодно поддержку получали около 10 тысяч проектов, выполняемых около 50 тысячами учёных. Бюджет фонда в 1993 году составлял 18 млн рублей, а к 2008 году он увеличился до 6,6 млрд. Большая часть средств тратится на поддержку инициатив по отдельным областям знаний. Остальное расходуется на международные и региональные конкурсы, а также на развитие материально-технической базы.
В 2020 году началось реформирование РФФИ путём слияния с РНФ, в соответствии с административной реформой, объявленной премьер-министром М. В. Мишустиным 23 ноября 2020 года.

## Задачи
Декларируемая цель Фонда — поддержка научно-исследовательских работ по всем направлениям фундаментальной науки, содействие повышению научной квалификации учёных, развитие научных контактов, в том числе поддержка международного научного сотрудничества в области фундаментальных исследований.
Финансирование Фонда осуществляется за счёт средств федерального бюджета и добровольных взносов от организаций и частных лиц.
За время своего существования РФФИ поддержал более 200 тыс. российских учёных. На долю получателей грантов РФФИ приходится более 30 % всех статей российских учёных в авторитетных зарубежных научных изданиях.

## Конкурсы
РФФИ проводит конкурсы на получение грантов для выполнения российскими учёными фундаментальных научных исследований по следующим областям знаний:
1. математика, информатика и механика (01);
2. физика и астрономия (02)[9][10][11];
3. химия (03);
4. биология и медицинская наука (04)[12][13];
5. науки о Земле (05);
6. науки о человеке и обществе (06)[14];
7. информационные технологии и вычислительные системы (07);
8. фундаментальные основы инженерных наук (08).

Виды конкурсов РФФИ:
а) Инициативные научные проекты
б) Развитие материально-технической базы научных исследований
г) Организация российских и международных научных мероприятий на территории России
д) Издательские проекты
з) Участие российских учёных в международных научных мероприятиях за рубежом
к) Организация экспедиций
м) Поддержка молодых учёных
н) Ориентированные фундаментальные исследования
о) Региональные проекты
п) Научно-популярных статей
р) Аналитические обзоры
На основе соглашений РФФИ с ведущими зарубежными научными организациями проводятся совместные международные конкурсы с 40 организациями из 34 стран мира.
Подача заявок в РФФИ осуществлялась через систему КИАС.

### Экспертиза
Все решения о поддержке проектов в РФФИ принимаются по результатам экспертизы. Каждая заявка проходит в РФФИ независимую многоэтапную экспертизу. После регистрации заявку рецензируют два-три эксперта, работающих независимо и анонимно. Экспертом РФФИ может быть признанный авторитетный специалист высшей квалификации с учёной степенью доктора (в основном) или кандидата наук (как исключение) из числа активно работающих учёных. Учёные, ранее подававшие в РФФИ заявки на финансирование инициативных научных проектов, могут быть включены в состав экспертов лишь при условии, что эти заявки были удовлетворены. Учёный может являться экспертом Фонда не более 6 лет подряд. Однако после годичного перерыва он может быть снова привлечён к участию в экспертизе. Всего в состав экспертов Фонда входят более 2 тысяч человек.
После первичной экспертизы, её результаты и сами заявки представляются на секцию Экспертного совета (5—15 человек) за которой закреплено от 4 до 7 узких научных направлений в данной области знания. Окончательные рекомендации для Совета Фонда вырабатывает Экспертный совет (70-100 человек).
Составы экспертных советов утверждаются Советом Фонда на три года. Ежегодные научные и финансовые отчёты по продолжающимся проектам и итоговые отчёты по завершённым проектам также проходят экспертизу, результаты которой учитываются при принятии решений о продолжении финансирования проекта и при рассмотрении последующих заявок тех же авторов.
Всего, в течение года Фонд проводит около 65—70 тысяч экспертиз заявок по всем видам конкурсов.
Существуют сведения[кто?], что закрытая экспертиза проектов РФФИ, отсутствие обратной связи между РФФИ и заявителями, отсутствие открытых сведений о составе экспертных советов приводят к концентрации грантов РФФИ в лабораториях постоянных грантополучателей. За годы существования РФФИ выявлен ряд серьёзных упущений и недостатков в конкурсной деятельности Фонда:

Большинство экспертов Фонда в течение всего срока существования Фонда имели гранты по различным видам конкурсов, и процент прохождения их заявок (от 85 % до 100 %) значительно превышал аналогичный показатель (около 33 %) других участников конкурсов Фонда. Это свидетельствует о наличии определённых преимуществ у экспертов как соискателей поддержки Фонда.
— Из решения Коллегии Счётной палаты Российской Федерации от 18 июня 2004 года № 21 (391) «О результатах проверки в Российском фонде фундаментальных исследований полноты поступления, целевого и эффективного использования средств федерального бюджета и внебюджетных источников в 2002—2003 годах в соответствии с бюджетным законодательством, Федеральным законом „О науке и государственной научно-технической политике“ и другими нормативными правовыми актами».
В соответствии с Положением о конкурсах РФФИ:
Фонд не предоставляет заявителю информацию о причинах отклонения проекта ни устно, ни в виде рецензии на проект.
Многие эксперты[кто?] работают совместителями, однако в анкете эксперта указывается только основное место работы. В результате нередко заявка рецензируется сотрудниками той же организации, где работает руководитель проекта.

## Реформа РФФИ
23 ноября 2020 года председатель Правительства РФ М. В. Мишустин объявил о готовящемся слиянии РФФИ с Российским научным фондом (РНФ).
Против данного решения выступили различные знаменитые деятели в области науки, в том числе, Клуб «1 июля» Российской академии наук (РАН), выступивший с обращением к Правительству РФ. Также на сайте Российской общественной инициативы (РОИ) начался сбор подписей под петицией против решения о ликвидации РФФИ.
Постановлением Правительства Российской Федерации от 29.07.2022 РФФИ переименовано в федеральное государственное бюджетное учреждение «Российский центр научной информации».